# Philoponella alata
Philoponella alata là một loài nhện trong họ Uloboridae.
Loài này thuộc chi Philoponella. Philoponella alata được miêu tả năm 2008 bởi Lin & S. Q. Li.